# الکساندر آنکواب
الکساندر آنکواب (آبخازی: Алықьсандр Анқәаб؛ زادهٔ ۲۶ دسامبر ۱۹۵۲) یک سیاست‌مدار اهل آبخاز است.